# Х̌
Х̌, х̌(Kha with caron)은 키릴 문자의 일종이다. 이 문자는 슈그니어와 와히어에 사용되며, 스코틀랜드어 "loch"의 ⟨ch⟩와 같이 무성 연구개 마찰음 /x/를 나타낸다. 슈그니어에서는 хь 이중음자 대신 사용할 수 있으며, 라틴 문자 Ẋ 또는 X̌에 해당된다.

## 같이 보기
- 유니코드의 키릴 문자